# Caladomyia friederi
Caladomyia friederi är en tvåvingeart som beskrevs av Trivinho-strixino och Strixino 2000. Caladomyia friederi ingår i släktet Caladomyia och familjen fjädermyggor. Inga underarter finns listade i Catalogue of Life.